# Блинов, Владимир Александрович
Влади́мир Алекса́ндрович Блино́в (род. 23 февраля 1938) — советский и российский писатель, архитектор. Профессор УрГАХУ. Член высшего творческого совета Союза писателей России. Заслуженный работник высшей школы Российской Федерации. Живёт и работает в Екатеринбурге.

## Биография
Родился в 1938 году в Свердловске. Автор книг прозы «Хлебная карточка», «Недорисованный портрет», «Монастырская роща», повестей «Артамонов след», «Чёрный чугунок, картошка в мундире», «Последняя сказка для Алёнушки», «Немелков», книги стихов «Отцовское вино». Создал кафедру архитектурной экологии. Является профессором Уральской государственной архитектурно-художественной академии.

### Роман без названия
«…все кризисы — это только следствие падения нравственности. Как только человек начинает думать исключительно о себе любимом (а в обществе потребления именно так и происходит) — для общества наступают тяжёлые времена. Первый закон экологии гласит: все связано со всем… Тлетворное влияние многих телепередач, Интернета, похабщина, насилие и убийства на экране — все это зритель воспринимает как усмешку, как нечто легковесное. Не остаётся ничего святого»
«Роман без названия» — нанороман Владимира Блинова, изданный в 2009 году. Оригинальность этого романа состоит в том, что состоит он лишь из двух предложений: «Не надо. Я сама». Блинов утверждает, что «Роман без названия» — это не малая проза, а полноценный роман о сложной любви между мужчиной и женщиной. Роман был издан в 2009 году тиражом 150 экземпляров, включал в себя иллюстрации и статью критика Константина Комарова. По мнению критиков, жанр этого произведения — «авангардный лирико-психологический роман». Сам писатель так описывает историю создания:
Я тогда был в гостях у своего друга в Нижнем Тагиле, собралась компания молодых литераторов, поэтов. Начали разливать вино, воду. Кто-то предложил налить девушке, а та ответила «Не надо, я сама». После этой фразы жена хозяина квартиры начала смеяться — может быть, вспомнила какой-то опыт из своей жизни. Смеялась так заразительно, что вскоре стали хохотать и все остальные. А я как раз и подумал, что эта фраза — настоящий роман!
В местном театре было предложено поставить пьесу по мотивам романа. Актриса и драматург Ульяна Гицарева считает, что возможны три прочтения этой ситуации — это бытовая, ситуация опасности и ситуация, которая описана на обложке романа. Сам Владимир Блинов так описывает свой роман: «…женщина — человек хрупкий, она иногда сдаётся, без желания может быть мужчине, и тут вот нюанс какой-то открывается».

## Награды
В 2010 году Блинов был удостоен литературной премии «Нобелевской премии „Бука“» (специальную медаль и диплом), учреждённую арт-движением «Старик Букашкин». Формулировка награждения — «за самое оригинальное произведение 2009 года, развивающее принципы минимализма в литературе России».